# Ronald Szepanski
Ronald Szepanski (* 16. Mai 1966) ist ein ehemaliger deutscher Fußballspieler. In der DDR-Oberliga, der höchsten Spielklasse im DDR-Fußball, spielte er in den 1980er-Jahren für den FC Carl Zeiss Jena.

## Sportliche Laufbahn

### Erst- und Zweitligafußball
Mit der Zweitvertretung des FC Carl Zeiss gelang ihm als Geraer Bezirksmeister und über die Aufstiegsrunde 1984 der Sprung in die zweitklassige Liga im DDR-Fußball. Oft pendelnd zwischen der Oberligareserve und der 1. Mannschaft in der ostdeutschen Eliteklasse konnte er bis zum Ausscheiden aus dem Fußballclub 1990 in 34 Erstligaspielen den Jenaer Dress auf dem Feld tragen.
Erstmals war dies am 6. Oktober 1984 der Fall. Am 7. Spieltag der Saison 1984/85 stand er bei seinen Einstand, einem 3:0-Heimerfolg gegen die BSG Stahl Riesa, sofort in der FCC-Startelf. Der Premiereneinsatz des Teenagers wurde im Fachblatt fuwo durchaus positiv bewertet: „Erfreulich auch das Debüt des 19-jährigen Roland Szepanski (7 Junioren-Länderspiele), ‚der aber noch klüger in die Zweikämpfe gehen muss‘, erklärte Konrad Weise, ruhender Pol der Abwehr.“ 90 Minuten spielte der Youngster auch in der darauffolgenden Woche bei der 0:1-Auswärtsniederlage beim 1. FC Magdeburg.
Nach diesem Einstieg im Jenaer Oberligateam vergingen dann aber fast drei Jahre, bis Ronald Szepanski am 6. Spieltag der Spielzeit 1987/88 wieder im Oberhaus eingesetzt wurde. Seine danach folgenden Partien und die auf der Rechtsverteidigerposition gezeigten Leistungen brachten ihn zur Winterpause 1987/88 in der fuwo sogar in die Kategorie „Im Gespräch“ in der 55-Bestenliste für die Leistungen in der 1. Halbserie. Beim erfolgreichen Einzug der Jenaer ins Finale des FDGB-Pokalwettbewerbes in diesem Spieljahr war mit zwei Einsätzen beteiligt. Im Endspiel selbst stand die Defensivkraft nicht auf dem Feld.
Zum unumstrittenen Stammspieler wurde Szepanski in Jena nie. Die zwölf Einsätze in der Wendesaison, seiner letzten im FCC-Trikot, stellen den Saisonhöchswert seiner Laufbahn dar. Zwischen den Einsätzen für Carl Zeiss am 4. und 10. Spieltag 1989/90 kickte der 23-jährige im Spätsommer und Herbst 1989 im Rahmen einer Gastspielgenehmigung für die BSG Chemie Industriewerke Ilmenau in der Ligastaffel B. Im Sommer vor der Wiedervereinigung verliert sich Szepanskis Spur, der am 7. April 1990 im von schweren Krawallen begleiteten Match gegen den BFC-Nachfolger FC Berlin (1:1), in der er nach 37 Minuten seinen Platz für Frank Eschler räumen musste, seinen Ausstand aus der Oberliga gab, im höherklassigen Fußball. Im kicker extra DDR-Oberliga zur letzten eigenständigen Saison des ostdeutschen Fußballs, das das kicker Sportmagazin seinem Bundesligasonderheft im WM-Sommer 1990 beilegte, war Szepanski bei den Abgängen mit "unbekannt" verzeichnet.

### International
Von 1983 bis 1984 gehörte Szepanski zum Kader der DDR-Juniorennationalmannschaft. In seinen sieben Länderspieleinsätzen stand er nur zweimal in der Startelf. Sein einziger Treffer gelang ihm beim 4:0-Sieg gegen die Altersgenossen aus Luxemburg im Rahmen der U-18-EM 1984 in der UdSSR. In diesem Turnier, bei dem die DDR in der Vorrunde ausschied, wurde der Jenaer nur in diesem einen Spiel aufgeboten. 